# Michel Lambert (écrivain)
Pour les articles homonymes, voir Michel Lambert et Lambert.
Œuvres principales
- Une vie d'oiseau

Michel Lambert, né le 15 juin 1947 à Oicha au Congo belge, est un écrivain belge.

## Biographie
Il est le fondateur et organisateur avec Carlo Masoni du prix Renaissance de la nouvelle, prix franco-belge créé en 1991 et destiné à promouvoir la nouvelle de langue française. Il vit à Ottignies-Louvain-la-Neuve, près de Bruxelles.
Licencié en administration des affaires de l'Université de Liège, il y sera aussi assistant. Il entame ensuite une carrière de journaliste.

## Œuvres
- De très petites fêlures, nouvelles, L'Âge d'Homme, 1987. Prix de l'Union des éditeurs de langue française 1988, réédition poche La Renaissance du Livre, collection "Espace Nord".
- Une vie d'oiseau, roman, éditions de Fallois / L'Âge d'Homme, 1988. Réédition poche Labor, collection "Espace Nord" 2006. Prix Victor Rossel 1988
- La Rue qui monte, roman, L'Âge d'Homme, 1992.
- Les Préférés, nouvelles, Julliard, 1995. Prix de la nouvelle francophone de l'Académie royale de Belgique 1998
- Soirées blanches, nouvelles, éditions du Rocher, 1998.
- La Troisième Marche, novella, éditions du Rocher, 1999.
- Fin de tournage, roman, éditions du Rocher, 2001.
- La Maison de David, roman, éditions du Rocher, 2003. Prix triennal du roman 2006
- Une touche de désastre, nouvelles, éditions du Rocher, 2006. Grand Prix de la nouvelle de la Société des gens de lettres 2006
- Le Jour où le ciel a disparu, nouvelles, éditions du Rocher, 2008.
- Dieu s'amuse, nouvelles, Pierre-Guillaume du Roux, 2011, prix Ozoir'Elles 2011[3].
- Le Métier de la neige, nouvelles, Pierre-Guillaume de Roux, 2012
- Quand nous reverrons-nous ?, nouvelles, Pierre-Guillaume de Roux, 2015
- Le lendemain, nouvelles, Pierre-Guillaume de Roux, 2017
- L’Adaptation, roman, Pierre-Guillaume de Roux, 2018
- Je me retournerai souvent, nouvelles, Pierre-Guillaume de Roux, 2020
- Le ciel me regardait, nouvelles, Le beau jardin, collection Sentinelles, 2022
- Cinq jours de bonté, roman, Le beau jardin, 2023
- Sosies de l'amour, recueil anthologique, Weyrich, 2023
- Quelle importance, nouvelles, Quadrature, 2025